# Vahida Maglajlić
Vahida Maglajlić, född 1907, död 1943, var en bosnisk kommunist och deltagare i motståndsrörelsen. 
Hon deltog i den kommunistiska motståndsrörelsen mot fascismen under andra världskriget och avled i strid. Hon förklarades efter kriget som en nationalhjälte i Jugoslavien. 